# An Ming Lu
An Ming Lu (n. 1939) es un botánico chino, que trabaja extensamente en el Laboratorio de Botánica Sistemática y Evolutiva del "Instituto de Botánica", de la Academia China de las Ciencias.

## Algunas publicaciones
- rolf Dahlgren, an-ming Lu. 1985. The genus Campynemanthe (Campynemaceae) : morphology, microsporogenesis, early ontogeny and relationships. Nordic J. Bot. 5 : 321-330

- zhi-yun Zhang, an-ming Lu. 1984. Pollen morphology of the subtribe Hyoscyaminae (Solanaceae). Acta Phytotaxon. Sin. 22 (3): 175-180

- r.h. Chang, an-ming Lu. 1979. A study of the genus Carya Nutt. in China. Acta Phytotaxomomica Sinica 17 (2): 40-44

### Libros
- an-ming Lu, shu-kun Chen, lien-ching Chiu. 1986. Angiospermae Dicotyledoneae: Adoxaceae, Valerianaceae, Dipsacaceae, Cucurbitaceae. Flora Reipublicae Popularis Sinicae. Editor Kexue Chubanshe, 301 pp.

- ---------------, chien Pei. 1985. Flora Reipublicae popularis sinicae: delectis florae Reipublicae popularis sinicae. 'Angiospermae' : 'Monocotyledoneae' : 'Amaryllidaceae', 'Taccaceae', 'Dioscoreaceae', 'Iridiaceae'. Volumen 73, 71, 73 de Flora Reipublicae popularis sinicae. Editor Science Press, 213 pp.

- ----------------. 1978. Flora Reipublicae popularis sinicae: delectis florae Reipublicae popularis sinicae. 'Angiospermae' : 'Dicotyledoneae' : 'Solanaceae. Volumen 67 y 61. Editor Science Press, 175 pp.

- ko-zen Kuang, an-ming Lu. 1978. Angiospermae Dicotyledoneae: Solanaceae. Volumen 67 de Flora Reipublicae Popularis Sinicae. Editor Science Press, 175 pp.

- La abreviatura «A.M.Lu» se emplea para indicar a An Ming Lu como autoridad en la descripción y clasificación científica de los vegetales.[1]